# George McCormick
George McCormick (* 16. Juni 1933 in Death Creek, Tennessee; † 5. Februar 2018 in Cookeville, Tennessee) war ein US-amerikanischer Country- und Rockabilly-Musiker. Zusammen mit Earl Aycock war er Mitglied des Duos George and Earl.

## Leben

### Kindheit und Jugend
George McCormick wuchs auf einer Farm in Death Creek nahe Carthage in Tennessee auf. Mit 13 Jahren debütierte McCormick beim lokalen Radiosender WHN in Gallatin. Während seiner Jugend wurde er Mitglied der Gruppe Big Jeff and the Radio Playboys und machte mit der Band erste Aufnahmen bei Dot Records, die in Gallatin ihr Studio hatten.

### Karriere
Währenddessen trat McCormick beim Sender WLAC in Nashville auf. Bis 1954 blieb er Mitglied der Radio Playboys, spielte Gitarre, Bass und war Hintergrundsänger; 1953 erhielt er auf Vermittlung des Musikverlages Acuff-Rose einen Plattenvertrag bei MGM Records.
McCormicks Stil war vor allem von dem im selben Jahr verstorbenen Hank Williams beeinflusst. Einer seiner Titel bei MGM war Don’t Fix Up the Doghouse, der von einem ehemaligen Mitglied der Drifting Cowboys, Don Helms, geschrieben worden war. Im gleichen Jahr begann McCormick mit der Country-Sängerin Martha Carson zusammenzuarbeiten. Durch Carson lernte er den Musiker Earl Aycock kennen, mit dem er 1955 das Duo George & Earl bildete. 1955 erschien ihre erste gemeinsame Platte mit dem Titel I Can. Die Zusammenarbeit mit Aycock dauerte zwei Jahre; 1956, nachdem das Duo ihren Rockabilly-Song Done Gone veröffentlicht hatte, verließ Earl Aycock Nashville, da er ein lukrativeres Angebot in Houston, Texas bekommen hatte.
McCormick blieb in Nashville und arbeitete weiter als Hintergrundmusiker. Er begleitete unter anderem die Louvin Brothers, Jim Reeves, Wilma Lee & Stoney Cooper sowie Grandpa Jones auf ihren Aufnahmen. Mitte der 1950er-Jahre war McCormick Mitglied der Grand Ole Opry in Nashville. Seine letzte bekannte Single brachte er in den 1960er-Jahren heraus. 1971 absolvierte er einen Fernsehauftritt in der Porter-Wagoner-Show.

## Diskografie
| Jahr | Titel                                                                                       | Plattenfirma |
| ---- | ------------------------------------------------------------------------------------------- | ------------ |
| 1953 | Gold Wedding Band / Don’t Fix Up The Doghouse                                               | MGM 11877    |
| 1957 | The Blues Moved In This Morning / After All We’ve Been Through (als „George McCormack“ [!]) | MGM Records  |
| 1957 | Flutter Bug / Sundown Train                                                                 | MGM          |
| 196? | Room Of The Unknown Shoulders /?                                                            | Stop         |